# Moses Gerrish Farmer
Moses Gerrish Farmer (Boscawen, 9 de fevereiro de 1820 — Chicago, 25 de maio de 1893) foi um engenheiro eletrônico e inventor estadunidense.
Foi membro do American Institute of Electrical Engineers, posteriormente denominado Instituto de Engenheiros Eletricistas e Eletrônicos.